# スモリャン州

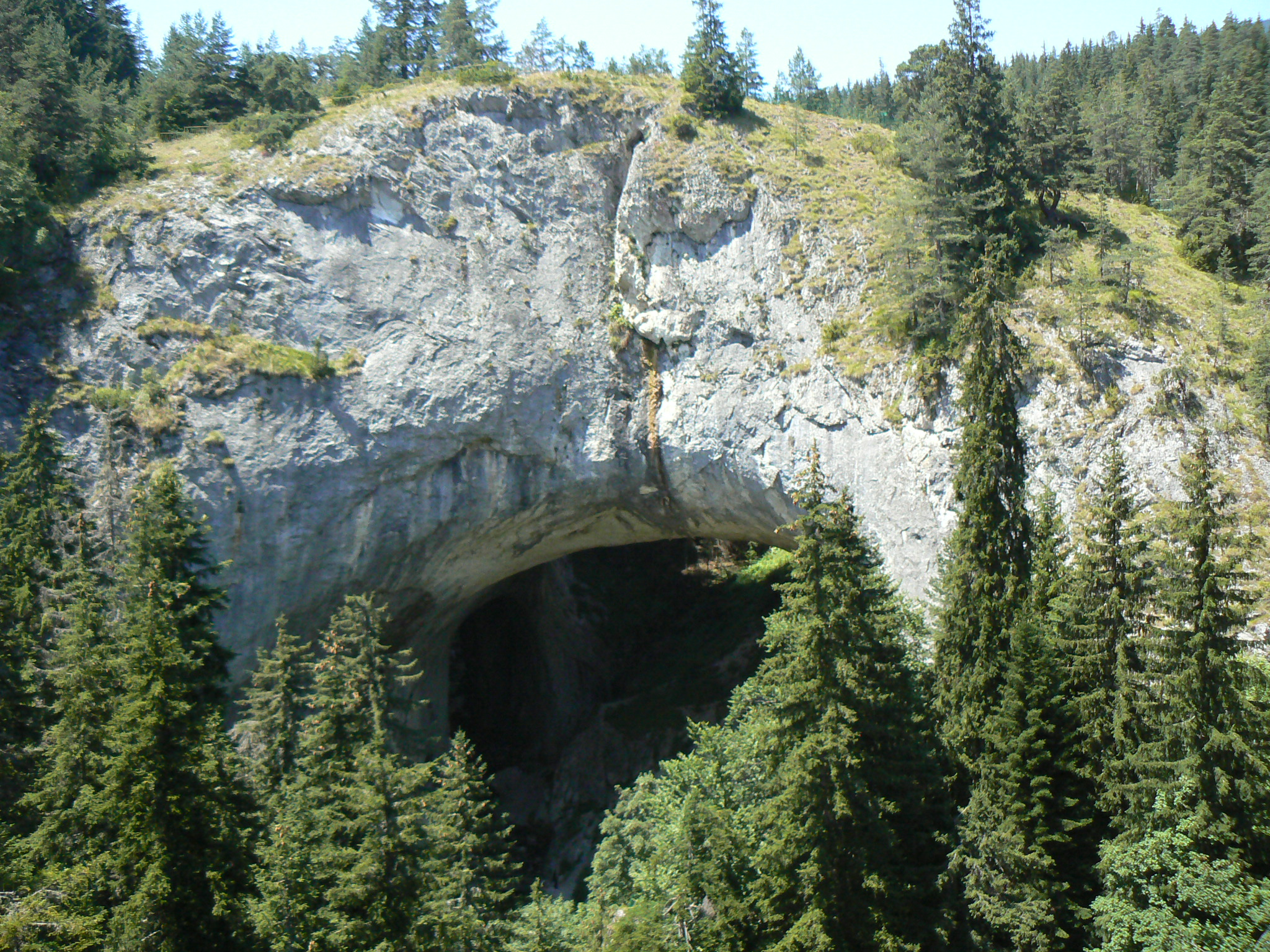
天然の『石橋』

スモリャン州（Smolyan Province (ブルガリア語: Област Смолян)）は、ブルガリア中南部に位置する州。ロドピ山脈の中にあり、南でギリシャと国境を接する。ポマク（ムスリム・ブルガリア人）の人口が多いことで知られ、2001年の調査によると、州の総人口14万66人のうち5万8758人がイスラム、4万1599人が正教会の信者である。

## 経済
州の経済の基幹となっているのは観光、鉱業、林業、機械工業、畜産業である。州の主な農産物はジャガイモで、ブルガリア全体のジャガイモ生産の3割程度を占める。ほかにはライムギ、オオムギなども生産されているが、ヒツジ、ウシ、ブタなど畜産業のほうが高い比重を占めている。州の西部には20を超える鉛と亜鉛の鉱山があり、バルカン半島でも最大級の鉱脈が存在する。濃密な針葉樹林はドスパト、スモリャン、デヴィンの林業を支えている。スモリャンでは農業機械を生産する大工場があり、ネデリノ、ズラトグラト、マダン、ルドゼムでは繊維工業が盛んである。マダンには化学ゴム工場もある。
こんにち、観光は州の経済の基幹となっており、特に冬季にはチェペラレ、およびチェペラレ市パンポロヴォ（Пампорово / Pamporovo）はすばらしいスキー・リゾート地となる。チェペラレにあるスキー施設を運営している会社は400人を雇っている。また、デヴィンおよびデヴィン市ベデンの泉は観光地になっている。美しい手付かずの自然がのこる渓谷、洞窟は国内外の多くの観光客をひきつけている。

## 基礎自治体

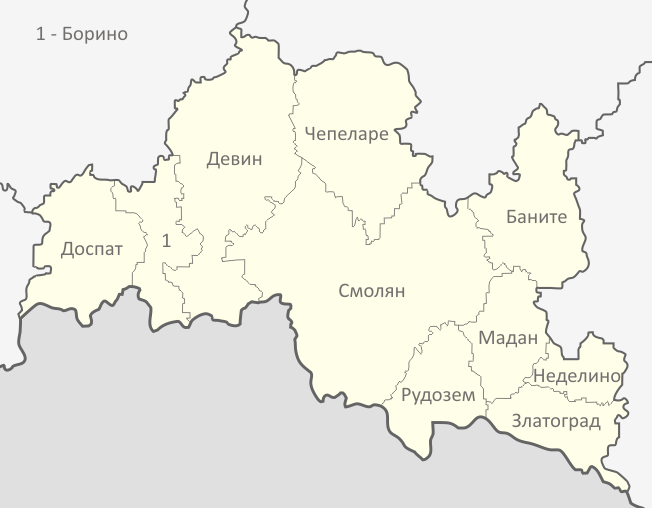
スモリャン州の基礎自治体

- スモリャン（Смолян、Smolyan）・・・州都
- バニテ（Баните、Banite）
- ボリノ（Борино、Borino）
- チェペラレ（Чепеларе、Chepelare）
- デヴィン（Девин、Devin）
- ドスパト（Доспат、Dospat）
- マダン（Мадан、Madan）
- ネデリノ（Неделино、Nedelino）
- ルドゼム（Рудозем、Rudozem）
- ズラトグラト（Златоград、Zlatograd）